# BlackBerry (película)
BlackBerry es una película de drama biográfico canadiense de 2023 sobre la historia de la línea de teléfonos móviles BlackBerry. Está dirigida por Matt Johnson a partir de un guion de Johnson y el productor Matthew Miller, que fue adaptado del libro de Jacquie McNish y Sean Silcoff Losing the Signal: The Untold Story Behind the Extraordinary Rise and Spectacular Fall of BlackBerry, y está protagonizada por Jay Baruchel y Glenn Howerton en los papeles principales como Mike Lazaridis y Jim Balsillie, respectivamente. El resto del elenco incluye a Johnson, Rich Sommer, Michael Ironside, Martin Donovan, Michelle Giroux, SungWon Cho, Saul Rubinek y Cary Elwes.
BlackBerry se estrenó en competencia en el 73.° Festival Internacional de Cine de Berlín el 17 de febrero de 2023. La película se estrenó en Canadá y Estados Unidos el 12 de mayo de 2023.

## Reparto
- Jay Baruchel como Mike Lazaridis[2]
- Glenn Howerton como Jim Balsillie[2]
- Cary Elwes como Carl Yankowski[2]
- Saul Rubinek como John Woodman[2]
- Michael Ironside como Charles Purdy[2]
- Rich Sommer como Paul Stannos[2]
- SungWon Cho como Ritchie Cheung[2]
- Michelle Giroux como Dara Frankel[2]
- Matt Johnson como Douglas Fregin[2]
- Mark Critch como Gary Bettman[3]

## Producción
En agosto de 2022, la película se anunció después de que terminó la producción.

## Estreno
BlackBerry se estrenó en competencia en el 73.° Festival Internacional de Cine de Berlín el 17 de febrero de 2023. IFC Films adquirió los derechos para distribuir la película en los Estados Unidos, y Paramount Global Content Distribution adquirió varios territorios internacionales para su distribución. La película fue estrenada en Canadá el 12 de mayo de 2023 por Elevation Pictures.
Una versión serializada extendida de la película se transmitirá como una miniserie de tres partes en CBC Television en el otoño de 2023, incluyendo imágenes adicionales que no formaron parte del estreno en cines.